# Sarzedo
Sarzedo là một đô thị thuộc bang Minas Gerais, Brasil. Đô thị này có diện tích 61,892 km², dân số năm 2007 là 23282 người, mật độ 375,5 người/km².